# Marta Larraechea
Marta Patricia Larraechea Bolívar (Constitución, 30 de agosto de 1944) es una orientadora social y política chilena. Es cónyuge del político Eduardo Frei Ruiz-Tagle, y como tal fue primera dama de Chile durante la presidencia de su marido entre 1994 y 2000. Además, ejerció como concejal por la comuna de Santiago entre 2000 y 2004.

## Familia y estudios
Es hija de Vasco Larraechea Herrera y de Victoria Bolívar Le Fort. Cursó sus estudios básicos y medios en el colegio Inmaculada Concepción y realizó estudios superiores de secretariado y de Orientación Social y Juvenil en el Instituto Carlos Casanueva. El 30 de noviembre de 1967 contrajo matrimonio con Eduardo Frei Ruiz-Tagle, con quien tiene cuatro hijas: Verónica, Cecilia, Magdalena y Catalina.
Aunque Larraechea se declara católica, dice que no practica el sacramento de la penitencia como crítica de los casos de abuso sexual dentro del clero y de como el Vaticano ha llevado el asunto .

## Labor como primera dama
Pese a que ni la Constitución ni las leyes chilenas contemplan la institución de Primera Dama de la República, en los hechos las cónyuges de los presidentes ejercen un rol social, dirigiendo fundaciones de caridad y desarrollando programas sociales, ejerciendo sus tareas en su propio gabinete en el Palacio de La Moneda. Junto al triunfo electoral y la asunción presidencial de Frei Ruiz-Tagle, Larraechea se convierte en la presidenta de diversas fundaciones de carácter social. Y también se caracterizó por acompañar a su marido en el extranjero en diferentes visitas protocolares.[cita requerida]

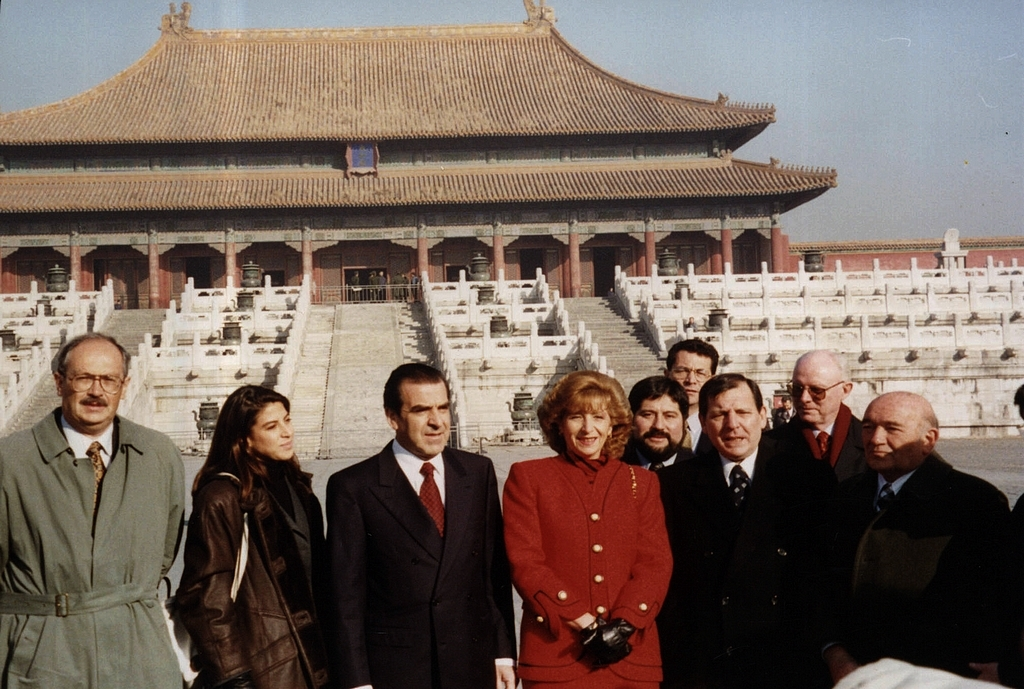
Larraechea (de rojo) durante una visita oficial a China en 1996.

En 1994 recibe de la anterior primera dama, Leonor Oyarzún, la presidencia de las organizaciones sociales que forman parte del Gabinete de la primera dama: de la Fundación Nacional para el Desarrollo de la Infancia (Integra); de la Fundación de la Familia; de la Fundación para la Promoción y el Desarrollo de la Mujer (Prodemu); y de la Fundación Artesanías de Chile.[cita requerida]
En abril de 1995 desarrolla el programa institucional socio-educativo "Escuela de la Mujer-PRODEMU". En Integra desarrolla el programa cultural "Pintando con los niños", con exposiciones itinerantes que recorrieron Chile, Argentina y Perú.[cita requerida]
«Martita» —como prefería que la llamaran los periodistas— se destacó durante su labor por su activa relación y su desplante con los medios de comunicación. A diferencia de sus antecesoras, fue anfitriona en diversas visitas oficiales, entre las que destacan la segunda Cumbre de las Américas de 1998 y la Octava Conferencia de primeras damas de las Américas, en septiembre del mismo año, con la asistencia de una treintena de representantes.[cita requerida]

### Comité Nacional para el Adulto Mayor

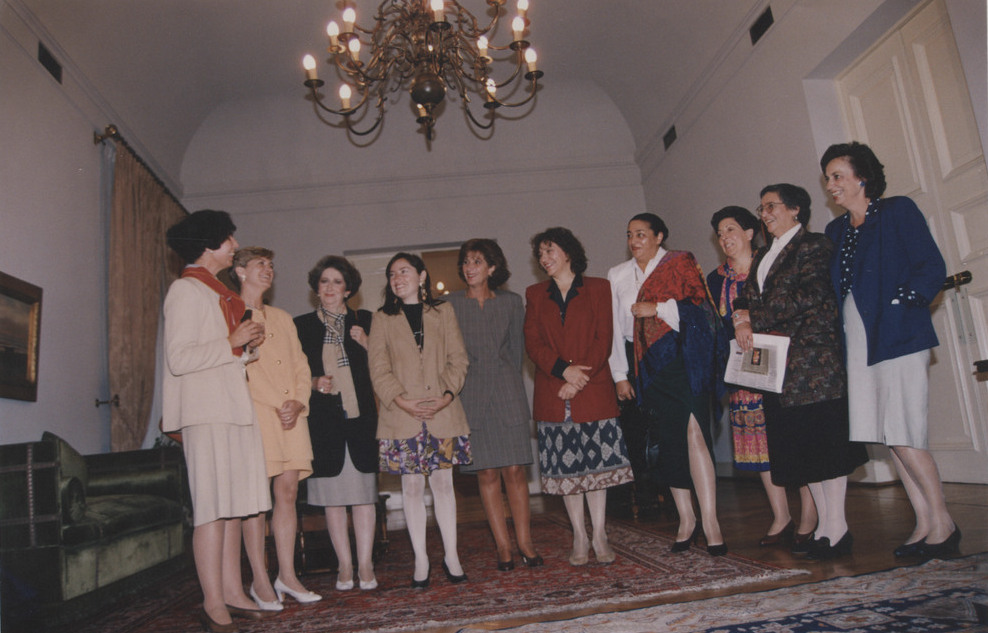
Marta Larraechea junto a Carmen Frei, Olga Feliú, Evelyn Matthei e Isabel Allende, entre otras, en el Palacio de la Moneda durante su gestión como primera dama.

En noviembre de 1995, el presidente Frei Ruiz-Tagle crea el Comité Nacional para el Adulto Mayor, designando a Marta Larraechea como presidenta de la institución, antecesora del actual Servicio Nacional del Adulto Mayor (Senama), dependiente del Ministerio Secretaría General de la Presidencia. Larraechea dedicó buena parte de sus esfuerzos en esta tarea, participando hasta la actualidad en diversos eventos internacionales relacionados con problemáticas sociales y de asistencialidad referentes a adultos mayores, siendo quien propuso la discusión del tema en la Séptima Conferencia de Esposas de jefes de Estado y de Gobierno de las Américas.[cita requerida]
El 7 de abril de 1999, Día Mundial de la Salud consagrado en esa oportunidad a los ancianos, la Organización Panamericana de la Salud la premió con el reconocimiento Sir George Alleyne, recibido de manos de Hillary Clinton, en virtud de su liderazgo «en favor de la salud y el bienestar de las personas mayores y su apego a la causa de la equidad intergeneracional», por su ejercicio como presidenta del Comité Nacional para el Adulto Mayor.[cita requerida]

### Museo Interactivo Mirador
En 1995, creó y asumió la presidencia de la Fundación Tiempos Nuevos, orientada al desarrollo, investigación y difusión de manifestaciones artísticas y culturales. Luego de diversas iniciativas, convocó a diferentes científicos y especialistas para estudiar la factibilidad de crear un museo interactivo cuyo público mayoritario fuesen los niños. Pese al escepticismo inicial y el alto costo de la inversión, que incluso llevó a pensar en su inviabilidad a mediano plazo debido a lo elevado de los gastos de mantención, el Museo Interactivo Mirador (MIM) fue inaugurado el 4 de marzo de 2000, siete días antes del término del mandato del presidente Frei Ruiz-Tagle, constituyéndose en un referente en el ámbito de los museos para niños en Chile.[cita requerida]
Al terminar el mandato de Frei Ruiz-Tagle, Larraechea dejó la presidencia de todas las fundaciones a cargo de Luisa Durán de la Fuente, señora del nuevo presidente, Ricardo Lagos Escobar.[cita requerida]

## Concejala por Santiago
Durante 2000 comunicó sus intenciones de participar en política a través de un cargo de elección popular. Naturalmente, lo haría con el respaldo de la Democracia Cristiana (DC), donde estaban sus afectos y filiaciones. La oportunidad se presentaba en las elecciones municipales que se desarrollarían en octubre de ese mismo año. Frente a la decisión del alcalde de Santiago Jaime Ravinet de no repostular a un tercer período y a la postulación de Joaquín Lavín, candidato presidencial en 1999 y líder de la alianza centroderechista, Marta Larraechea decidió presentarse como principal candidata concertacionista por esa comuna, que resultaba atractiva como desafío electoral.[cita requerida]
La elección, desarrollada el 30 de octubre de 2000, favoreció a Lavín con un 61% de la votación, resultando electo alcalde. Debido al sistema electoral municipal que estaba vigente en aquella época, de votación única para la elección de alcaldes y concejales, Larraechea resultó elegida concejal con un 29% de la votación. Ejerció el cargo hasta la expiración de su mandato, en diciembre de 2004.[cita requerida]

## Polémicas

### Campaña municipal de 2000
En la campaña por la alcaldía de Santiago en el año 2000, bromeó de los dichos de su rival Joaquín Lavín, quien afirmó que el fenómeno de la delincuencia debía barrerse con una escoba; a lo que ella sostuvo que «mejor sería una aspiradora». Durante esa campaña Martita debió reunirse con personas gays, lo cual llevó a algunos que rechazan esa orientación sexual a hablar de camaleónica conducta moral.[cita requerida]

### Declaraciones durante campaña presidencial de 2009
En la segunda campaña presidencial de su cónyuge Eduardo Frei Ruiz-Tagle, para Martita tomó un rol distinto al de sus años como primera dama. Se comentó un incidente entre ella y Karen Doggenweiler, el 26 de septiembre de 2009, en la charla de ComunidadMujer que sostuvieron los candidatos a la Presidencia. Mientras Marco Enríquez-Ominami hablaba, Larraechea comentaba sus dichos, lo que molestó a Doggenweiler, quien, al borde de las lágrimas, le pidió silencio.[cita requerida]
En el sitio de internet YouTube fue subido un video, donde aparece atribuyendo la responsabilidad a la entonces ministra de Justicia, Soledad Alvear, del indulto otorgado en septiembre de 1994 al narcotraficante Ángel Vargas Parga, por el ingreso de 500 kilos de cocaína a Chile.

...la entonces ministra de Justicia le dijo que era una persona que ya había cumplido la pena que debía haber cumplido. Hubo un error garrafal y él confió en la ministra y fue tan honesto que nunca dijo esto y se guardó pa' toda la vida esa lacra.
Marta Larraechea

Ante esto, el senador Jorge Pizarro recalcó que los dichos de la ex primera dama eran «imperdonables» y que deberá corregir este impasse prontamente, ya que afectaba la candidatura de Frei.

### Cable Wikileaks
El año 2010 fue revelado un cable en el que fue calificada como una mujer «incontinente». El documento, fechado el 16 de noviembre de 2009, señalan que «conocida como metiche, es sin tan pelos en la lengua como es Frei reposado, y es conocida por sus comentarios filosos y a veces ofensivos sobre los rivales políticos de su marido y las parejas de éstos».

### Condecoraciones extranjeras
- Gran Cruz de la Orden de la Cruz del Sur ( Brasil, 1995).

## Historial electoral

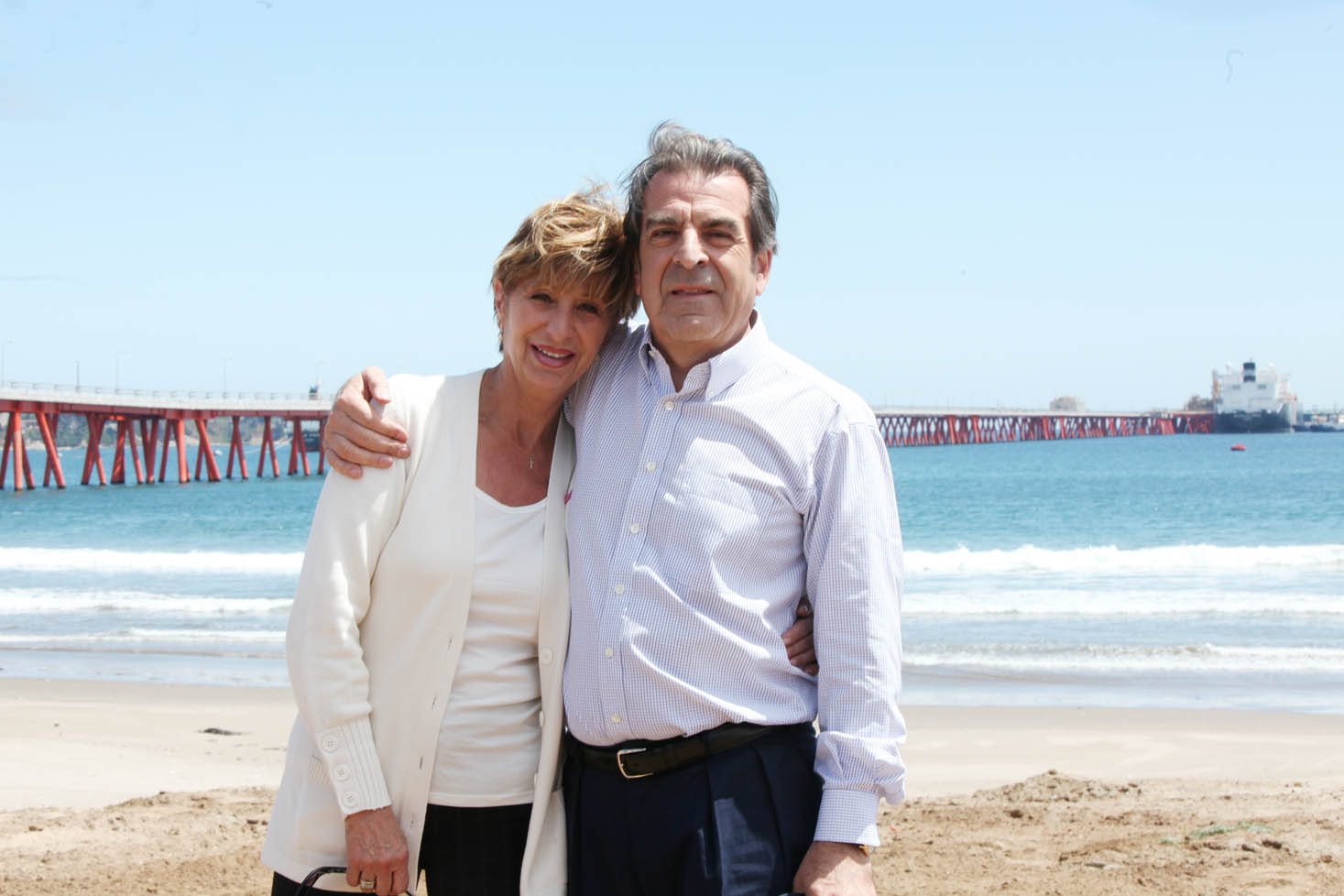
Marta Larraechea junto a su esposo Eduardo Frei.

### Elecciones municipales de 2000
- Elecciones municipales de 2000, para la alcaldía de Santiago[8]

| Candidato                | Pacto                                      | Partido | Votos  | %     | Resultado |
| ------------------------ | ------------------------------------------ | ------- | ------ | ----- | --------- |
| Joaquín Lavín Infante    | Alianza por Chile                          | UDI     | 73 088 | 60,99 | Alcalde   |
| Marta Larraechea Bolívar | Concertación de Partidos por la Democracia | PDC     | 34 993 | 29,20 | Concejala |
| Marisol Prado Villegas   | La Izquierda                               | ILB     | 2207   | 1,84  |           |
| Tomás Hirsch Goldschmidt | Humanistas y Ecologistas                   | PH      | 2067   | 1,72  |           |